# Dicranomyia bangerteri
Dicranomyia bangerteri är en tvåvingeart som först beskrevs av Mendl 1974.  Dicranomyia bangerteri ingår i släktet Dicranomyia och familjen småharkrankar. Inga underarter finns listade i Catalogue of Life.